# Seria TI-92

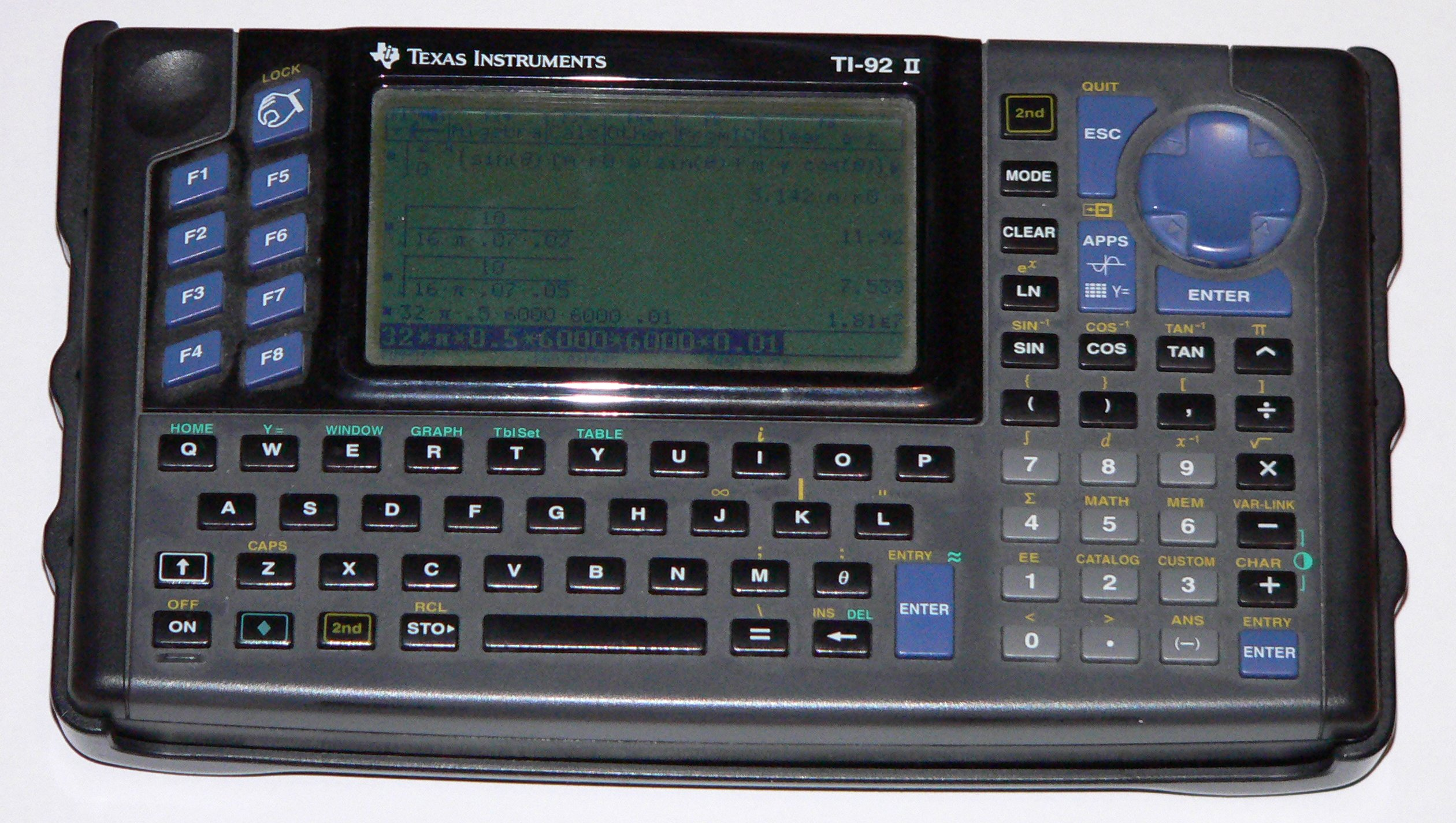
TI-92 II, odrobinę unowocześniona wersja TI-92, z podwojoną ilością pamięci RAM

TI-92 to zaawansowany kalkulator naukowy wyprodukowany przez firmę Texas Instruments, produkcja pierwszej jego wersji została rozpoczęta w 1995 r. TI-92 to kalkulator z klawiaturą w układzie QWERTY. Kalkulator ten doczekał się drugiej wersji (TI-92 Plus), oraz następcy w postaci modelu Voyage 200.

## Kalkulator TI-92 (wersja pierwotna)
Programowalny kalkulator z systemem CAS (ang. computer algebra system) bazującym na programie Derive był jednym z pierwszych kalkulatorów, które potrafiły rysować trójwymiarowe wykresy. Ze względu na spory wyświetlacz i klawiaturę QWERTY kalkulator był duży i nieporęczny. Za względu na to Texas Instruments stworzyło kalkulator TI-89 o zbliżonej funkcjonalności, ale o mniejszych wymiarach (bez klawiatury QWERTY). Sam TI-92 został zastąpiony przez TI-92 Plus, który odziedziczył po nim spore wymiary i dużą klawiaturę. Ostatecznie TI wprowadził na rynek kalkulator Voyage 200 o zmodyfikowanym wyglądzie i wyposażony w pamięć Flash ROM.

## TI-92 Plus
TI-92 Plus (lub TI-92+) został wyprodukowany w 1998, odrobinę później niż TI-89 – prawie identyczny kalkulator pod względem możliwości oprogramowania. Pod względem mechanicznym jest podobny do poprzednika, ale posiada pamięć Flash ROM. Oprócz powiększonej pamięci TI-92 Plus posiada czytelniejszy wyświetlacz, który po raz pierwszy zastosowano w TI-89.
W roku 2002 TI-92 Plus został zastąpiony modelem Voyage 200.

## Voyage 200

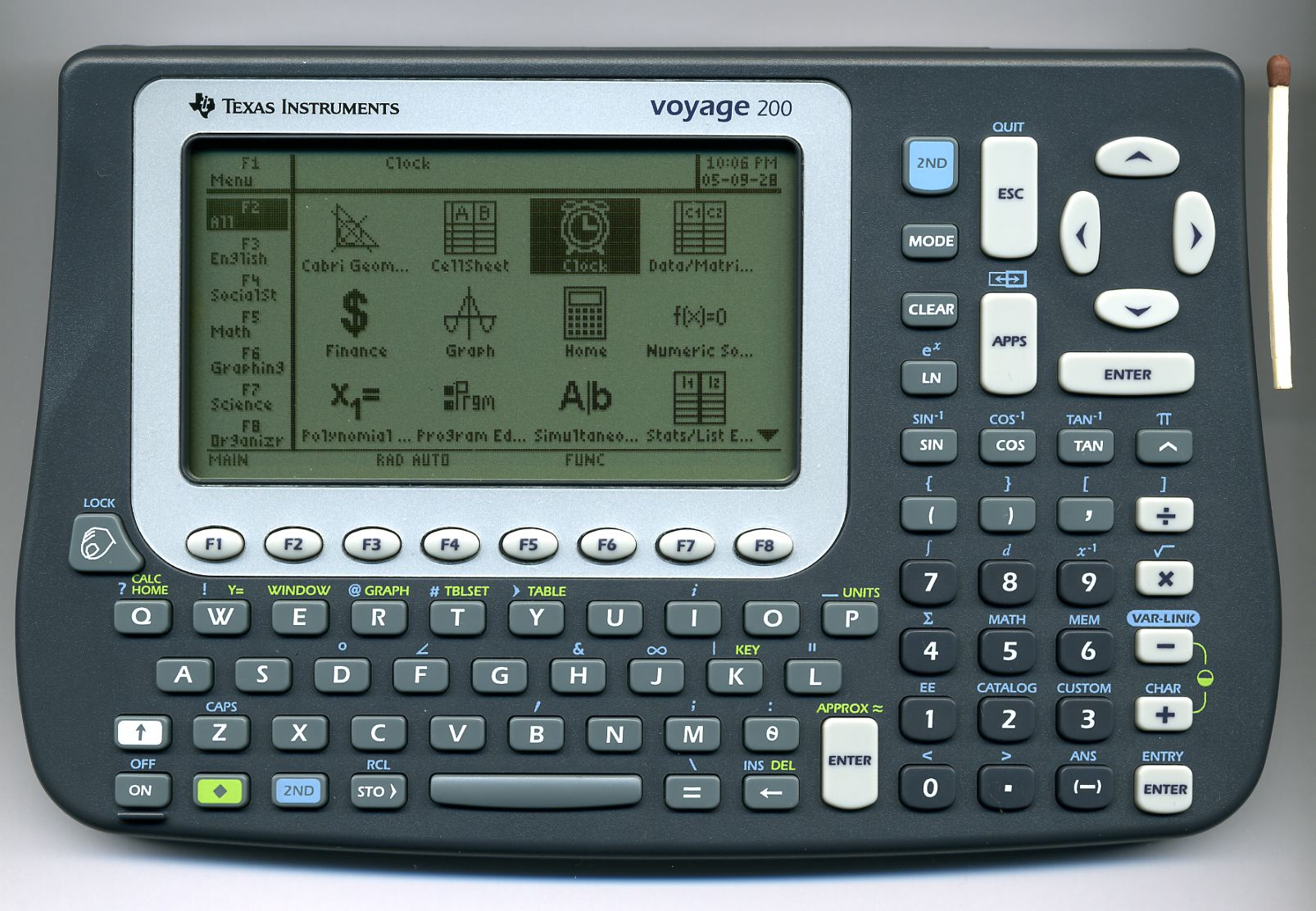
Voyage 200

Voyage 200 (nazywany także V200) został wyprodukowany w 2002 roku, jako następca TI-92 Plus, zmieniony został wygląd kalkulatora (nieco mniejszy i mniej kanciasty), a także rozszerzona ilość pamięci flash do 2.7 megabajta (podczas gdy TI-92+ miał jedynie 384 kilobajty).
Jak wszystkie poprzednie kalkulatory tej serii, Voyage 200 jest zaawansowanym kalkulatorem obsługującym rysowanie wykresów wielu funkcji naraz na ekranie, parametry oraz wykresy trójwymiarowe (3D). Kalkulator potrafi również wyznaczać rozwiązania w sposób algebraiczny i numeryczny (bazując na silniku CAS programu Derive). Na V200 można uruchomić większość oprogramowania napisanego dla TI-89 i TI-92. Dla kalkulatora Voyage napisano wiele aplikacji takich jak gry, zarządca informacji osobistej (ang. Personal Information Manager), arkusz kalkulacyjny czy interaktywny układ okresowy pierwiastków chemicznych.
V200 jest łatwo mylony z urządzeniami PDA lub małymi komputerami, ze względu na masywny wygląd i klawiaturę QWERTY. Kalkulator TI-89 Titanium oferuje zbliżoną funkcjonalność, a jest sporo mniejszy.

## Cechy serii TI-92
|                                                   | TI-92   | TI-92 Plus | Voyage 200 |
| ------------------------------------------------- | ------- | ---------- | ---------- |
| Ilość pamięci RAM dostępnej dla użytkownika       | 68K     | 188K       | 188K       |
| Ilość pamięci Flash ROM dostępnej dla użytkownika | brak    | 384K       | 2.7M       |
| Wyświetlacz                                       | 240×128 | 240×128    | 240×128    |
| Data rozpoczęcia produkcji                        | 1995    | 1998       | 2002       |

Oficjalna strona podaje ilość pamięci ROM dostępnej dla użytkownika w kalkulatorze TI-92 Plus jako 702K , a inne źródła podają 388K   .

### W języku polskim
- Edukacja z TI. [dostęp 2016-04-08]. – oficjalny przedstawiciel Texas Instruments w Polsce
- Adrian Perek: Kalkulatory TI. [dostęp 2016-04-08].
- Krzysztof Burghardt: Kalkulator programowalny Texas Instruments Voyage 200. [dostęp 2016-04-08]. – artykuł na temat możliwości współpracy kalkulatorów TI z wolnym oprogramowaniem.

### W języku angielskim
- Voyage 200 – strona producenta
- ticalc.org – Największa, najstarsza (1996) i ciągle rozwijająca się baza oprogramowania i informacji dla kalkulatorów TI
- UnitedTI. unitedti.org. [zarchiwizowane z tego adresu (2006-04-14)]. – Największa i najbardziej aktywna społeczność programistów TI
- TiEmu – Emulator TI-89/TI-92/Voyage 200 dla Linuksa, Windows i Mac OS X